# Retschitz-Simonhöhe
Retschitz-Simonhöhe je naselje v Občini Sveti Urban v Okraju Trg na Koroškem v Avstriji.